# Río Mali Urán
El río Mali Urán (del ruso: Малый Уран) es un río de Rusia, afluente por la derecha del Samara, de la cuenca hidrográfica del Volga.

## Geografía
Discurre por territorio del óblast de Oremburgo. Tiene una longitud de 199 km y una cuenca de 2.350 m². Su caudal medio, a 55 km de la desembocadura, es de 3.9 m³/s.
Nace en el sur de los Urales, en la cordillera Obshchi Syrt. De ahí, fluye en dirección noroeste por un paisaje agrícola poco poblado. Tras pasar el asentamiento de tipo urbano de Yasnogorski, el río tuerce al oeste, corriendo casi paralelo al río Tok, a unos pocos kilómetros de distancia. Al norte de Soróchinsk gira hacia el sudoeste, entregando sus aguas al Samara enfrente del asentamiento de Nikoláyevka.
El río se alimenta principalmente de las aguas del deshielo que tiene lugar en abril. Permanece helado desde noviembre o principios de diciembre hasta ese mes.

### Principales afluentes
- Kinzelka (derecha)
- Bórovka (derecha)
- Tolkayevka (izquierda)